# Connad Cerr
Connad de Dalriada o Connad Cerr va ser rei dels escots de Dál Riata del 627 al 629.

## Origen
Segons els Annals i els Senchus Fer n-Albán, Connad Cear és fill d'Eochaid Buide. Tanmateix, historiadors contemporanis com James E. Fraser el consideren més aviat fill de Conall mac Comgaill. La seva anàlisi es basa en les llistes llatines dels reis escots que, com la Chronica Regnum Scottorum, el designa amb el nom de Kinat sinister filius Conall (Connad el fill esquerrà de Conall).

## Regnat
Eochaid Buide sembla haver abandonat voluntàriament els territoris irlandesos de Dalriada a Connad Cerr a partir del 627. Aquest últim hi regna com a virrei i aconsegueix una victòria sobre el rei d'Ulaid, Fiachnae mac Demmáin del grup dinàstic anomenat Dál Fiatach.
Mentre romania a Irlanda va succeir a Eochaid Buide en totes les possessions de Dalriada, però va caure mort 3 mesos després a la batalla de Fid Eoin (629) contra Máel Caich mac Scandal, rei dels Cruithin de Dál nAraidi, així com també tres néts d'Áedán mac Gabráin que van lluitar al seu costat: Rigullan mac Conaing, Failbe mac Eochaid i Osric mac Albruit "Príncep reial dels saxons", que probablement era fill d'una filla d'Áedán i d'un príncep exiliat de Northumbria.

## Descendència
Els Annals li donen només un fill:
- Ferchar MacConnaid